# Bulbophyllum pungens
Bulbophyllum pungens là một loài phong lan thuộc chi Bulbophyllum.